# 克劳迪奥·马格里斯
克劳迪奥·马格里斯（義大利語：Claudio Magris，1939年4月10日—），意大利作家、翻译家。

## 生平
马格里斯出生于的里雅斯特，毕业于都灵大学德国学专业，1978年起在的里雅斯特大学教授德国文学至今。

## 著作
马格里斯的代表作有：《多瑙河》（Danubio）、《微型世界》（Microcosmi）等。